# 辻村江太郎
辻村 江太郎（つじむら こうたろう、1924年1月20日 - 2019年 ）は、日本の近代経済学者。専門は理論経済学、計量経済学。慶應義塾大学名誉教授。神奈川県生まれ。日本の計量経済学的分析の草分けである。

## 人物
「実証科学」を信条とし、理論経済学を応用した研究は多岐にわたる。日本経済の一般的相互依存関係、初期研究としてはエンゲル係数などで知られる消費者行動理論等を研究し、多くの業績を残す。辻村と尾崎巌と小尾恵一郎は慶応大学の計量経済学・統計学の三羽烏と呼ばれた。マネタリズムをはじめとする新自由主義経済学には否定的立場をとった。
その研究は日本のみならず、国際的評価を受けた。1968年に『消費構造と物価』（勁草書房）で日経・経済図書文化賞、1974年に『日本経済の一般均衡分析』(筑摩書房)でエコノミスト賞、1981年に『Economic Policy and General Interdependence』（Kogaku-sha）で福沢賞、1997年に日本統計学会賞を受賞する。1985年紫綬褒章、1994年文化功労者、1996年勲二等瑞宝章。
理論・計量経済学会（現日本経済学会）会長（1984年4月1日～1985年3月31日）。公務員制度調査会小委員長など、多くの審議会委員やシンクタンク要職を歴任。初代私のしごと館館長（2006年3月まで）。
子に辻村和佑(慶応義塾大学経済学部名誉教授)がいる．

## 略歴
- 1948年：慶應義塾大学経済学部卒業
- 1948年：慶應義塾大学通信教育部講師
- 1956年：慶應義塾大学通信教育部専任講師
- 1957年：慶應義塾大学経済学部兼通信教育部専任講師
- 1958年：慶應義塾大学商学部助教授
- 1961年：ハーバード大学に留学（1962年7月まで）
- 1963年：慶應義塾大学商学部教授
- 1964年：経済学博士学位(慶應義塾大学)「消費者行動の理論 : 消費・需要函数の基礎」
- 1972年：慶應義塾大学産業研究所所長（1981年9月まで）
- 1989年：慶應義塾大学退職、後に東洋英和女学院大学教授
- 2003年：私のしごと館初代館長(2006年3月まで)

## 著書
- 『日本経済の一般均衡分析』（筑摩書房, 1974年，黒田昌裕との共著）
- Tsujimura, Kōtarō, Masahiro Kuroda, and Haruo Shimada. Economic policy and general interdependence: A quantitative theory of price and empirical model building. Kogakusha Limited, 1981.
- 『計量経済学』（岩波書店, 2008年（1981年の再刊））
- 『OD版　消費者行動の理論－消費・需要函数』（有斐閣, 2005年）
- 『はじめての経済学』（岩波書店, 2001年）

その他著書、論文多数